# Праведники народів світу в Одесі
Праведники народів світу Одеси — неєвреї, які ризикували життям під час Голокосту в Одесі, щоб врятувати євреїв від знищення нацистами.

## Звання Праведника народів світу
Праведники народів світу — це почесне звання, яке, згідно із Законом про увічнення пам'яті мучеників і героїв (1953), присвоюється ізраїльським національним меморіалом Катастрофи і Героїзму Яд Вашем людям різних національностей і віросповідання, які під час Голокосту рятували євреїв від переслідування та знищення. 
На січень 2018 р., почесним званням Праведників народів світу нагороджено 80 мешканців Одеси.

## Кількість євреїв у Одесі напередодні війни та окупація Одеси та області
Відповідно до перепису населення 1939 р. у Одеській області проживало близько 250 000 євреїв, у тому числі 200 961 — у Одесі (33,26 % загальної кількості населення).
Одеська область була окупована німецькими й румунськими військами у період з 22 липня по 29 серпня 1941 р., а місто Одеса — 16 жовтня того ж року. З 1 вересня 1941 р. управління територіями між річками Дністер і Південний Буг (так зване губернаторство «Трансністрія») прийняла румунська цивільна адміністрація.

## Хроніка Голокосту в Одесі
16 жовтня 1941 р. — підрозділи 4-ї румунської армії вступили в Одесу. Одразу після цього румунські військовослужбовці розпочали так звану «зачистку міста від ворожих елементів». У реальності це виявлялось у арештах, спонтанних убивствах цивільного населення Одеси та червоноармійців, які не змогли евакуюватися з міста. Головними мішенями окупаційного терору стали євреї та комуністичні партійні функціонери.
18 жовтня 1941 р. — штабом румунської 10-ї піхотної дивізії видано «Інструкцію щодо організації відбору й евакуації євреїв Одеси в гетто.

22 жовтня 1941 р. — вибух у будівлі, де розміщувався штаб румунської 10-ї піхотної дивізії. Жертвами радянської диверсії стали 135 румунських і німецьких військовослужбовців. Серед загиблих був комендант міста та командуючий дивізією генерал Глогожану. Через 3 години після вибуху генерал Тресторіяну (заступник командувача 10-ї піхотної дивізії) доповів вищому командуванню:
«Я принял меры к тому, чтобы повесить на площадях Одессы евреев и коммунистов».
23 жовтня 1941 р. — командування 4-ї армії отримує наказ, який передбачав проведення репресивні дії проти цивільного населення Одеси. На його основі генерал Тресторіяну видав розпорядження, згідно якого було передбачено стратити близько 18 000 євреїв з гетто і принаймні по 100 осіб у кожному районі міста, шляхом повішення на площах. Цього ж дня розпочинається примусова депортація євреїв-мешканців Одеси у село Богданівка на Південному Бузі. Загалом до середини листопада 1941 р. туди було депортовано до 30 000 осіб.
24 жовтня 1941 р. — Воєнний кабінет Ради міністрів Румунії надсилає розпорядження командуванню 4-ї армії: 
"…1. Казнить всех евреев из Бессарабии, которые нашли убежище в Одессе. 2. Все лица, которые подпадают под приказ № 3161 (302 858) от 23 октября 1941 г., еще не казненные и те, кого можно к ним добавить, должны быть помещены в здание, которое будет заминировано и взорвано. Эта акция должна состояться в день похорон жертв"
Того ж дня на околиці Одеси (район застави Дальнік) було убито близько 5000 євреїв. Бараки, в яких проводилися розстріли, було підірвано динамітом 25 жовтня 1941 р.
25—26 жовтня 1941 р. — кілька тисяч євреїв-біженців з Бессарабії, які перебували у міські в’язниці, були вбиті на території артилерійських порохових складів на Люстдорфській дорозі.
Окрім військовослужбовців румунської армії, масові убивства євреїв Одеси здійснювала німецька зондеркоманда 11b, що входила до складу айнзатцгрупи D. Її жертвами стали від 3500 до 5000 євреїв.
27 жовтня1941 р. — згідно з румунськими документами, у гетто Одеси залишались 16 258 євреїв, у тому числі 6625 чоловіків, 7658 жінок и 1975 дітей.
7 листопада 1941 р. — наказ претора підполковника Нікулеску про обов'язкову явку протягом 48 годин у міську в’язницю всіх чоловіків єврейського походження у віці від 18 до 50 років. Порушники наказу мали бути розстріляні. Також наказ вимагав від усіх мешканців Одеси повідомляти поліцію про кожного єврея, що порушив наказ. Порушення наказу також каралося розстрілом.
Станом на середину листопада 1941 р. у в’язниці перебували близько 12 000 євреїв-чоловіків.
10 січня 1942 р. — початок депортації євреїв Одеси у північну частину повіту «Очаків» і південну частину повіту «Березівка».
1 квітня 1942 р. — у Одесі зареєстровано лише 587 євреїв (172 чоловіки, 220 жінок и 195 дітей). Згідно підсумкових звітів про депортацію з Одеси було вивезено 32 643 євреї, 847 — померло у ході депортації.
За даними дослідника О. Круглова у сукупності протягом в 1942—1944 рр. у Березівському, Мостовському и Доманівському районах румунською поліцією, а також загонами самооборони з числа ніцмецьких колоністів, було убито близько 23000 євреїв з Одеси та Одеського повіту.
10 червня 1942 р. — закриття єврейського гетто на Слободці.
23 червня 1942 р. — останній ешелон, у якому перебували близько 400 євреїв, було відправлено з Одеси у Березівку.
3 січня 1943 р. — в Одесі залишилось лише 54 євреї — ремісники з Чернівців та Румунії, які обслуговують потреби румунської армії.
За підрахунками дослідників, жертвами Голокосту у період 1941—1944 рр. стали близько 95 000 євреїв-мешканців Одеси. Також у місті було убито близько 25000 євреїв з Бессарабії, Буковини та Румунії.

## Порятунок євреїв мешканцями Одеси
Станом на 1 січня 2018 р. Національний меморіал Яд Вашем подає статистику про 44 випадки порятунку та допомоги, наданих євреям 80 мешканцями Одеси. Завдяки цьому було врятовано життя 108 особам. Найстаршому з Праведників народів світу на момент початку румунської окупації було 62 роки (лікар Іван Кобозєв), наймолодшій — 10 (школярка Лідія Масленнікова).
На специфіку порятунку в Одесі впливала окупаційна політика румунської адміністрації, яка після масових страт жовтня-листопада 1941 р. депортувала євреїв, що залишалися в живих, до гетто, розташованих поза межами Одеси. Там люди перебували до закінчення періоду окупації у 1944 р.
Поширеним видом допомоги ставало постачання харчів мешканцям гетто, виготовлення фальшивих документів та організація втечі з гетто до міста, організація та утримання сховків.
Як і в інших регіонах, одним із вирішальних факторів надання допомоги було знайомство рятівника з євреями до моменту окупації. Хоча випадки допомоги незнайомим людям також були достатньо частими.
Праведниця Наталія Анісімова проживала в Одесі разом зі своєю одруженою донькою Клавдією Єрьоменко. Після того, як румунські військовослужбовці зібрали одеських євреїв у міській вязниці, жінки пішли до місця збору. Там одна із єврейок підштовхнула до Наталії свою 10-річну доньку — Поліну Єзрубільську. Місяцем пізніше завдяки коштам, зібраним Наталією Анісімовою, вдалося підкупити охоронців вязниці та добитися звільнення матері Поліни. Завдяки цьому Поліна і Тетяна Єзрубільські змогли вижити та виїхати до Кременчука, де дочекалися вигнання окупантів. Наталія Анісімова ж у квітні 1943 р. долучилася до порятунку ще однієї дівчинки — Валентини Мар’ясіс, яка втратила своїх батьків у таборі Доманівка. Майже рік, до квітня 1944 р., родина Анісімових платила хабарі сторожу будинку, у якому вони мешкали та переховували маленьку єврейку. Завдяки цьому її вдалося врятувати.
Будинок Праведників Миколи Прохорова і його доньки Анни Прохорової розташовувався на околиці Одеси та межував із виходом до катакомб. Починаючи з січня 1942 р. у Прохорових знайшли притулок 8 євреїв, у тому числі його невістка із двома онуками. Батько і донька Прохорови з’єднали одну з кімнат будинку із катакомбами. У такий спосіб їхні підопічні могли швидко й непомітно пробиратися у підземелля. Кожні два дні Анна Прохорова спускалась у катакомби та приносила продукти та розповідала новини людям, які знаходились у сховку.
У відповідь на дії партизан румунські військові підрозділи блокували всі виходи з катакомб, унаслідок чого люди, якими опікувалися Прохорови, стали заручниками цієї ситуації та протягом місяця залишалися без контакту із зовнішнім світом і джерела харчування. Тим не менше, як тільки було послаблено режим, Микола й Анна Прохорови знайшли людей у сховку та вивели їх на поверхню. Завдяки Праведникам Прохоровим семеро з восьми євреїв залишилися в живих і дочекались завершення окупації у квітні 1944 р.
Одеський психіатр, доктор медичних наук, професор Євген Шевальов очолював кафедру психіатрії у Одеському медичному інституті. У роки війни він керував міською психіатричною лікарнею, де на лікуванні перебували близько 600 осіб. Він виписав близько двох десятків медичних карточок із фіктивними прізвищами. За допомогою цих документів він зміг рятувати євреїв-працівників лікарні, видаючи їх за пацієнтів, що мали неєврейське походження. Так само професор Шевальов разом зі своїм сином Андрієм вчинили із медичними документами справжніх пацієнтів-євреїв. Таким чином, на початок 1942 р. за документами в лікарні не було жодного пацієнта-єврея.
Батько і син Шевальови не залишали спроб добитися від окупаційної влади задовільного харчового забезпечення для душевнохворих пацієнтів і саме завдяки його наполегливості багато людей залишились у живих. У січні 1942 р. Андрій Шевальов привів до батька свого однокурсника Володимира Тендлера, якому вдалося втекти з колони євреїв, яких депортовували до табору у Доманівці. Професор Шевальов детально пояснив Володимиру, як симулювати симптоми психічного захворювання, аби залишатись у лікарні в якості пацієнта. Подібним же чином він врятував 17-річну Лілію Раппопорт, видаючи її за особу, хвору на аутизм.

## Меморіалізація подвигу Праведників народів світу в Одесі
У 2001 р. в Одесі було відкрито Алею Праведників світу. Вона стала частиною Меморіалу жертв Голокосту. Об’єкт розташований на території Прохоровського скверу — місця, звідки колони євреїв прямували у напрямку с. Богданівка Миколаївської області. Алея складається з двох березових гаїв, кожне дерево у яких було висаджене на честь одеситів-Праведників народів світу.

## Імена Праведників народів світу
| Прізвище, ім'я                    | Дата присудження звання | Шифр справи у Яд Вашем |
| --------------------------------- | ----------------------- | ---------------------- |
| Авдєєнко Валентин                 | 1996                    | M.31.2/7034            |
| Авдєєнко Ігор                     | 1996                    | M.31.2/7034            |
| Авдєєнко Сергій                   | 1996                    | M.31.2/7034            |
| Авдєєнко Тетяна                   | 1996                    | M.31.2/7034            |
| Аветісян (Лук'янович) Інна        | 1998                    | M.31.2/8113            |
| Александрова (Масленнікова) Лідія | 1998                    | M.31.2/8114            |
| Анісімова Наталія                 | 1999                    | M.31.2/8390            |
| Ахієзер (Чистюхіна) Неоніла       | 2000                    | M.31.2/8989            |
| Балєбіна Клавдія                  | 1998                    | M.31.2/7561            |
| Басова Єлизавета                  | 1999                    | M.31.2/8415            |
| Бєлоусов Дмитро                   | 1990                    | M.31.2/4495            |
| Бєлоусов Олександр                | 1990                    | M.31.2/4495            |
| Бєлоусова Марина                  | 1990                    | M.31.2/4495            |
| Биченко Раїса                     | 1995                    | M.31.2/6837            |
| Болган Лідія                      | 2000                    | M.31.2/8838            |
| Брайкевич Олена                   | 2001                    | M.31.2/9378            |
| Брайкевич Ольга                   | 2001                    | M.31.2/9378            |
| Брейтшнайдер Анатолій             | 1995                    | M.31.2/6566            |
| Бромберг (Максименюк) Тамара      | 2000                    | M.31.2/9087            |
| Веліканова (Никифорова) Поліна    | 1995                    | M.31.2/6523            |
| Виржицька Галина                  | 1995                    | M.31.2/6484            |
| Гайденко Єлизавета                | 1989                    | M.31.2/4328            |
| Гайденко Єфросінія                | 1989                    | M.31.2/4328            |
| Гайденко Яків                     | 1989                    | M.31.2/4328            |
| Грек (Бєлоусова) Анна             | 1990                    | M.31.2/4495            |
| Гурська Євгенія                   | 1998                    | M.31.2/7561            |
| Єгорова (Лесніченко) Ірина        | 2001                    | M.31.2/9540            |
| Єрьоменко (Анісімова) Клавдія     | 1999                    | M.31.2/8390            |
| Ігнатова Лідія                    | 2001                    | M.31.2/9316            |
| Іонеско Антонін                   | 1995                    | M.31.2/6837            |
| Калініна (Сєдова) Єлизавета       | 1997                    | M.31.2/7568            |
| Капутерко (Торгонська) Поліна     | 1997                    | M.31.2/7624            |
| Каражова-Попова Лідія             | 2001                    | M.31.2/9316            |
| Кісленко (Колесник) Ольга         | 2000                    | M.31.2/8835            |
| Кобозєв Іван                      | 2010                    | M.31.2/11822           |
| Колесніченко Зинаїда              | 1995                    | M.31.2/6566            |
| Косорукова Клавдія                | 1997                    | M.31.2/7674            |
| Кузьміна Антоніна                 | 2006                    | M.31.2/10795           |
| Лаврент'єва Олена                 | 2011                    | M.31.2/12137           |
| Лесніченко Анна                   | 2001                    | M.31.2/9540            |
| Лук'янович Олександра             | 1998                    | M.31.2/8113            |
| Лукшина Олександра                | 2006                    | M.31.2/10833           |
| Ляхов Антоніна                    | 1994                    | M.31.2/5773            |
| Ляхов Володимир                   | 1994                    | M.31.2/5773            |
| Максименюк Евангеліна             | 2000                    | M.31.2/9087            |
| Марчук Олексій                    | 2000                    | M.31.2/8838            |
| Масленніков Микола                | 1998                    | M.31.2/8114            |
| Масленнікова Марія                | 1998                    | M.31.2/8114            |
| Мінкова (Штепан) Світлана         | 2003                    | M.31.2/10158           |
| Міхєєва Анастасія                 | 2009                    | M.31.2/10503           |
| Мішустіна Євдокія                 | 1999                    | M.31.2/8415            |
| Назіу (Солтис) Віра               | 1997                    | M.31.2/7413            |
| Олейніченко Парасковія            | 2000                    | M.31.2/8794            |
| Осипенко Любов                    | 1997                    | M.31.2/7674            |
| Осташевський Генріх               | 1997                    | M.31.2/7623            |
| Панібрашцев Георгій               | 2001                    | M.31.2/9378            |
| Подлєгаєва Олександра             | 1996                    | M.31.2/6033            |
| Полескул Фьокла                   | 1999                    | M.31.2/8544            |
| Прохоров Микола                   | 1993                    | M.31.2/5789            |
| Русіна Емілія                     | 1999                    | M.31.2/8544            |
| Свищ Мирон                        | 1998                    | M.31.2/7706            |
| Стаднік Дмитро                    | 1995                    | M.31.2/6485            |
| Стаднік Ліна                      | 1995                    | M.31.2/6485            |
| Станєва Лідія                     | 1998                    | M.31.2/8007            |
| Станєва Марія                     | 1998                    | M.31.2/8007            |
| Станєва Ніна                      | 1998                    | M.31.2/8007            |
| Станченко Костянтин               | 1997                    | M.31.2/7462            |
| Стащук Марія                      | 1999                    | M.31.2/8558            |
| Стойкова (Прохорова) Анна         | 1993                    | M.31.2/5789            |
| Тимченко Євдокія                  | 2011                    | M.31.2/12111           |
| Тимченко Мирон                    | 2011                    | M.31.2/12111           |
| Ткачук Надія                      | 2014                    | M.31.2/12807           |
| Торгонська Єфросінія              | 1997                    | M.31.2/7624            |
| Торгонський Володимир             | 1997                    | M.31.2/7624            |
| Цвиговська Олександра             | 1997                    | M.31.2/7674            |
| Цвиговський Авраам                | 1997                    | M.31.2/7674            |
| Шевальов Андрій                   | 2001                    | M.31.2/9302            |
| Шевальов Євген                    | 2001                    | M.31.2/9302            |
| Шеліпун Ольга                     | 1997                    | M.31.2/7674            |
| Ясинськая Олександра              | 2002                    | M.31.2/9611            |
| Ясинський Яків                    | 2002                    | M.31.2/9611            |

Кількість присудження звання Праведника народів світу мешканцям Одеси за роками.
| Рік  | Кількість |
| ---- | --------- |
| 1989 | 3         |
| 1990 | 4         |
| 1993 | 2         |
| 1994 | 2         |
| 1995 | 7         |
| 1996 | 5         |
| 1997 | 12        |
| 1998 | 11        |
| 1999 | 7         |
| 2000 | 7         |
| 2001 | 9         |
| 2002 | 2         |
| 2003 | 1         |
| 2006 | 2         |
| 2009 | 1         |
| 2010 | 1         |
| 2011 | 3         |
| 2014 | 1         |